# Giuseppe Castelli
Giuseppe Castelli (né le 5 octobre 1907 à Frugarolo et mort le 19 décembre 1942) est un athlète italien spécialiste du sprint. Affilié au S. Ginnastica Torin, il mesurait 1,70 m.

## Biographie
Giuseppe Castelli meurt le 19 décembre 1942 lors de la Seconde Guerre mondiale.

### Palmarès
| Date | Compétition           | Lieu        | Résultat | Épreuve   | Performance |
| ---- | --------------------- | ----------- | -------- | --------- | ----------- |
| 1932 | Jeux olympiques d'été | Los Angeles | 3e       | 4 × 100 m | 41 s 2      |

### Records
| Épreuve    | Performance | Date |
| ---------- | ----------- | ---- |
| 100 mètres | 10 s 9      | 1928 |
| 200 mètres | 22 s 4      | 1928 |